# 15 de Septiembre (Sonora)
15 de Septiembre es un ejido del municipio de Caborca ubicado en el noroeste del estado mexicano de Sonora, en la zona del desierto de Sonora. Según los datos del Censo de Población y Vivienda realizado en 2020 por el Instituto Nacional de Estadística y Geografía (INEGI), 15 de Septiembre tiene un total de 411 habitantes. Se encuentra en la carretera estatal 3, en el tramo Estación Sahuaro-Álvaro Obregón.

## Geografía
15 de Septiembre se sitúa en las coordenadas geográficas 30°52'15" de latitud norte y 112°58'08" de longitud oeste del meridiano de Greenwich, a una elevación de 28 metros sobre el nivel del mar.